# توماس بيرغستالر
توماس بيرغستالر (بالألمانية: Thomas Burgstaller)‏ (9 يناير 1980 بلينتس في النمسا - ) هو لاعب كرة قدم نمساوي في مركز قلب الدفاع. لعب مع رابيد فيينا وشتورم غراتس وSC Schwaz ‏ ونادي رييد وFC Lustenau 07 ‏ وFC Blau-Weiß Linz ‏ وKapfenberger SV ‏.

## وصلات خارجية
- توماس بيرغستالر على موقع قاعدة بيانات كرة القدم.إي يو (الإنجليزية)
- توماس بيرغستالر على موقع بيانات كرة القدم. دي إي (الألمانية)
- توماس بيرغستالر على موقع Soccerway.com (الإنجليزية)
- توماس بيرغستالر على موقع عالم كرة القدم.نت (الإنجليزية)